# Rudolf Sutermeister
Rudolf Sutermeister (7 de mayo de 1802 – 9 de mayo de 1868) fue un médico suizo para los pobres. También fue un hombre de negocios, un fabricante, uno de los primeros socialistas y un escritor sociopolítico. Se le considera uno de los primeros socialistas suizo-alemanes nativos, junto con Gustav Siegfried, Johann Jakob Treichler y Karl Bürkli; sin embargo, a diferencia de Siegfried, también se le considera un utópico.

## Biografía
Sutermeister nació en el municipio de Wynigen. Era hijo de un ministro que procedía de una antigua familia de concejales de Zofingen, donde se naturalizó. Se graduó en medicina en la Universidad de Basilea y se formó como médico en Berna. En 1824, Sutermeister comenzó a ejercer la medicina en Zofingen.
A menudo se le considera un "proletaroide" económico y espiritual. Esto se debe a que vivió en dificultades financieras mientras se desempeñaba como médico para la clase baja.
En la década de 1840, inspirado por Charles Fourier y Wilhelm Weitling, Sutermeister creía que el bienestar de su país dependía de una transformación comunista. Tres años antes, en 1837, había apelado al público por primera vez con un manifiesto de reforma social. Ideó planes para experimentos socialistas siguiendo el patrón sansimoniano. Junto con August Becker y Johannes Glur, formó un círculo liberal - comunista. Sus últimos años estuvieron llenos de litigios y se hundió en el olvido. Murió en Zofingen, el 9 de mayo de 1868.

## Obras
Sutermeister escribió muchas obras de contenido comunista y milenarista. Estas obras fueron difundidas en Suiza por la Bund der Gerechten (Liga de los justos).
- Tagwache zum Anbruch des Reiches Gottes auf Erden. Oder: Der Armen Erlösung, der Schwachen Heil, der Reichen Glück, der Menschen höchstes Ziel. (Llamado de clarín por el advenimiento del Reino de Dios en la Tierra. O: Rescate para los pobres, Salud para los débiles, Felicidad para los ricos, La meta más alta de los hombres. ) Zofingen, 1837.
- Ehrerbietige Vorstellung und Bitte an den tit. Großen und Kleinen Rat des löblichen Kantons Aargau. (Presentación respetuosa y llamamiento al Consejo Mayor y Menor del Honorable Cantón de Aargau.) 13 de noviembre de 1840.
- Aufruf zur Bildung eines allgemeinen Vereines, zu gegenseitiger, bestmöglicher Erleichterung, Vervollkommnung und Beglückung. (Llamamiento para el Establecimiento de una Unión General, para la Mayor Facilidad, Mejora y Felicidad Mutuas Posibles. ) Langenthal 1843.
- Die Not und Rettung. Ein Wort zur Zeit. Zunächst an das liebe Schweizervolk. (La necesidad y el escape de ella. Una palabra para los tiempos. Principalmente a Nuestro Querido Pueblo Suizo. ) Langenthal 1845.
- Die schreckliche Vernichtung unseres bestehenden, sogenannten Rechts oder Unrechts durch das wahre Christentum. (La espantosa destrucción de nuestra actual supuesta justicia, o injusticia, a través del verdadero cristianismo. ) Zofingen 1846. 20 págs.
- Ernste Bemerkungen, Winke und Warnungen für alle Grütlianer und Eidgenossen insgesammt / Ein freies Wort gesprochen im Grütliverein in Zofingen, den 26. Dezember 1849 von Rud. Sutermeister, Arzt. (Observaciones serias, consejos y advertencias para todos los grütlianos y los suizos en general. Una palabra libre pronunciada en la Unión Grütli en Zofingen el 26 de diciembre de 1849 por Rudolf Sutermeister, médico).
- Allen Aargauern zu gefälliger Beachtung empfohlen. Septiembre de 1851. (Encomendado a la amable consideración de todas las personas de Aargau, septiembre de 1851.) 11 págs.
- Ehrerbietige Vorstellung und Einladung an meine lieben Mitmenschen. (Presentación de Honor e Invitación a mis Estimados Compañeros.) 5 pp.